# Sergei Michailowitsch Ljapunow

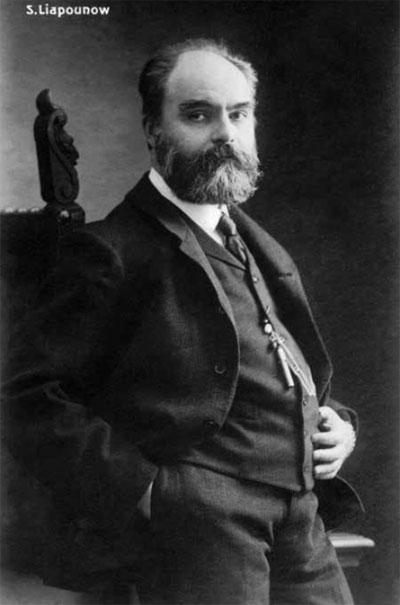
Sergei Ljapunow

Sergei Michailowitsch Ljapunow (russisch Сергей Михайлович Ляпунов, wiss. Transliteration Sergej Michajlovič Ljapunov; * 18.jul. / 30. November 1859greg. in Jaroslawl, Zentralrussland; † 8. November 1924 in Paris) war ein russischer Komponist und Pianist.

## Leben
Ljapunow erhielt seinen ersten Klavierunterricht von seiner Mutter. Nach dem Tod seines Vaters Michail Wassiljewitsch Ljapunow zog seine Mutter im Jahre 1870 mit ihm und seinem älteren Bruder, dem späteren Mathematiker Alexander Ljapunow, nach Nischni Nowgorod. Dort nahm er seit 1874 an Kursen der Russischen Musikgesellschaft teil. Vier Jahre später begann er, am Moskauer Konservatorium Klavier (u. a. bei Karl Klindworth), Kontrapunkt und Komposition (bei Sergei Tanejew) zu studieren. Nachdem er 1883 seine Studien abgeschlossen hatte, zog er zwei Jahre später nach Sankt Petersburg, wo er Kontakt zum „mächtigen Häuflein“ schloss. 1894–1902 leitete Ljapunow mit Mili Balakirew die Hofsängerkapelle. Er wurde 1905 Lehrer an der von Balakirew gegründeten Musik-Freischule und leitete sie 1908–1910. Ab 1910 war er Professor für Klavier, ab 1917 auch für Komposition am Sankt Petersburger Konservatorium. Er beendete 1918 seine Lehrtätigkeit und wirkte eine Zeitlang an der Kaiserlichen Kunstakademie in Petersburg. Im Jahre 1923 emigrierte er aus der neugegründeten Sowjetunion nach Paris, wo er noch eine Musikschule gründete. Er starb kurz vor seinem 65. Geburtstag.

## Stil

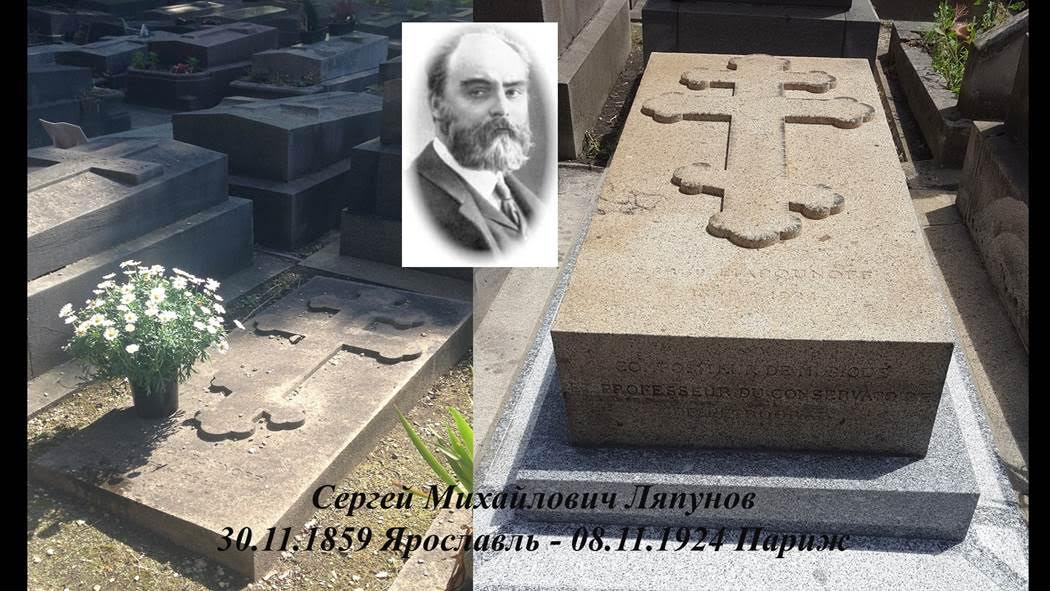
Grab im Cimetière des Batignolles.

Ljapunow wurde von zwei Komponisten geprägt, von Franz Liszt und von seinem Mentor Mili Balakirew. Von ersterem übernahm er v. a. den brillanten, virtuosen Klaviersatz und die Art und Weise der pianistischen Verarbeitung von Themen. Auch seine Gattungswahl war stark von Liszt geprägt (vgl. z. B. sein Opus 11). Von Balakirew übernahm er das Interesse an russischen Volksliedthemen und Orientalismen wie Melodien aus dem Kaukasus. Außerdem vollendete er einige von Balakirews unfertig hinterlassenen Werken. Ljapunows Schaffen stellt eine Synthese aus romantischem Virtuosentum und der nationalrussischen Bewegung her. Als hochgeachteter Pianist verfügte er über ein ungewöhnlich vielseitiges Repertoire. Im Frühjahr 1910 nahm er vier eigene Klavierstücke für das Reproduktionsklavier Welte-Mignon auf. Auch als Pädagoge war Ljapunow eine wichtige Persönlichkeit in der russischen Musikgeschichte. Dass sein Schaffen heute eher unbeachtet ist, entspricht seiner Einschätzung als Epigone.

## Werke

### Orchester
- Symphonie Nr. 1 h-Moll op. 12 (1887)
- Symphonie Nr. 2 b-Moll op. 66 (1917)
- Klavierkonzert Nr. 1 es-Moll op. 4 (1890)
- Klavierkonzert Nr. 2 E-Dur op. 38 (1909)
- Rhapsodie auf ukrainische Themen für Klavier und Orchester op. 28 (1908)
- Violinkonzert d-Moll op. 61 (1915, rev. 1921)

### Vokalmusik
- „Abendlied“, Kantate op. 68 für Tenor, Chor und Orchester (1920)
- Lieder
- Volksliedbearbeitungen

### Klavier- und Kammermusik
- Sonate f-Moll op. 27 (1906–08)
- Sonatine Des-Dur op. 65 (1917)
- 12 Études d’exécution transcendante op. 11 (1897–1905)
- 8 Mazurken (1898–1909)
- 3 Valses-impromptus (Nr. 1 D-Dur op. 23, 1905, Nr. 2 Ges-Dur op. 29, 1908, Nr. 3 E-Dur op. 70, 1919)
- Préludes
- zahlreiche weitere Klavierstücke
- Sextett b-Moll op. 63 für Klavier und Streicher (1915, rev. 1921)